# Фридрихсхафен
Фридрихсхафен (на немски: Friedrichshafen) е град в Южна Германия, провинция Баден-Вюртемберг. Разположен е на брега на Боденското езеро, което служи за граница с Швейцария. Населението му е около 58 000 души (2014).

## Личности
Във Фридрихсхафен умира княгиня Евдокия (1898 – 1985), сестра на българския цар Борис III.
- Въздушна гледка, заснета от дирижабъл
- Градската железопътна гара
- Църквата „Св. Николай“
- Църквата „Св. Петър Канизий“
- Църквата „Св. Колумбан Лейнстерски“
- Пощенска картичка от 1916 г. с летящ дирижабъл, произведен в града
- Дворецът с дворцовата църква в града
- Дворецът с дворцовата църква в града. Дворецът е бил всъщност бенедиктански манастир, който през XIX век в хода на секуляризацията става собственост на династията Вюртемберги, поради което получава наименованието дворец
- медна гравюра от Матеус Мериан Старши, 1643/1656 г.
- Експлозията на дирижабла Хиденбург, построен във Фридрихсхафен
- Сграда на пристанището в града